# Květinový a ptačí trh v Paříži

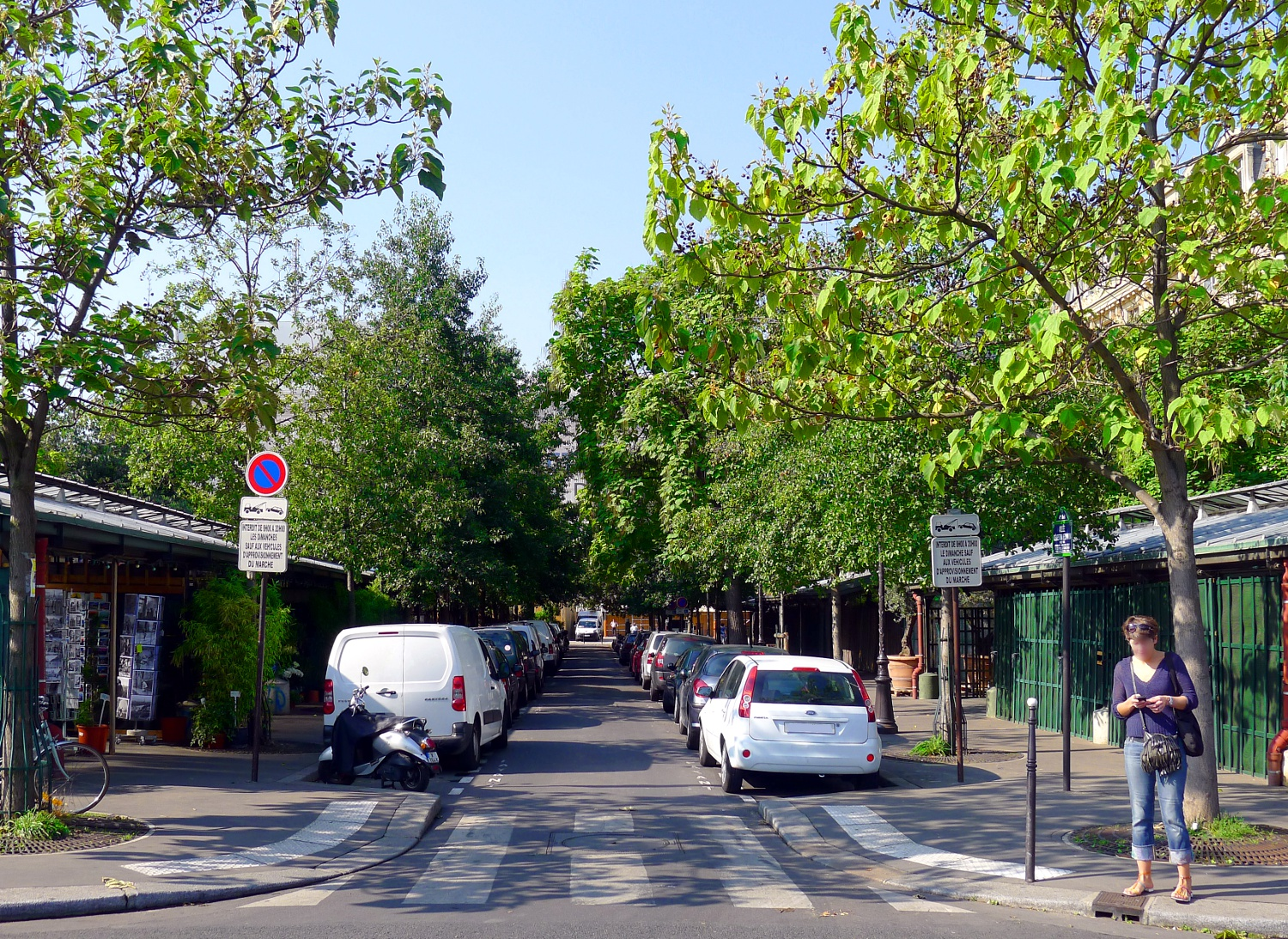
Hlavní ulice tržiště – Allée Célestin-Hennion

Květinový a ptačí trh v Paříži (francouzsky Marché aux fleurs et aux oiseaux de Paris) je tržiště v Paříži, které se specializuje na prodej květin a ptactva. Od roku 1808 se nachází na ostrově Cité mezi Place Louis-Lépine a Quai de la Corse. Trh je obklopen budovami Obchodního soudu, Policejní prefektury a nemocnice Hôtel-Dieu.
Trhy se konají v kovových pavilonech z počátku 20. století každý den od 8.00 do 19.00 a představují velkou nabídku květin, stromů a keřů. Trh s ptáky a jinými menšími zvířaty se koná vždy v neděli.
V roce 2014 byl trh přejmenován na Marché aux fleurs Reine-Elizabeth-II (Květinový trh Alžběty II.) u příležitosti státní návštěvy panovnice během oslav 70. výročí vylodění spojenců v Normandii.